# アリューシャン地震 (1965年)
1965年のアリューシャン地震（アリューシャンじしん）あるいはラット諸島地震（ラットしょとうじしん）は、協定世界時1965年2月4日5時1分（現地時刻2月3日19時1分）、アリューシャン列島のラット諸島近海を震源として発生した地震。

## 概要
マグニチュード (Mw) は8.7で、シェミア島で10mを超える津波を観測したが、被害は非常に小さかった。
| 順位                           | 名称                                   | 発生日（UTC）  | 規模（Mw） |
| ------------------------------ | -------------------------------------- | -------------- | ---------- |
| 1                              | チリ、バルディビア                     | 1960年5月22日  | 9.5        |
| 2                              | アラスカ、プリンス・ウィリアム湾       | 1964年3月28日  | 9.2        |
| 3                              | スマトラ島・アンダマン諸島             | 2004年12月26日 | 9.1        |
| 3                              | 東北地方太平洋沖地震                   | 2011年3月11日  | 9.1        |
| 5                              | カムチャツカ半島東方沖                 | 1952年11月5日  | 9.0        |
| 6                              | チリ、ビオビオ                         | 2010年2月27日  | 8.8        |
| 6                              | エクアドル・コロンビア                 | 1906年1月31日  | 8.8        |
| 8                              | アリューシャン列島、ラット諸島         | 1965年2月4日   | 8.7        |
| 9                              | アリューシャン列島、ユニマク島         | 1946年4月1日   | 8.6        |
| 9                              | アッサム・チベット                     | 1950年8月15日  | 8.6        |
| 9                              | アリューシャン列島、アンドレアノフ諸島 | 1957年3月9日   | 8.6        |
| 9                              | スマトラ島北部                         | 2005年3月28日  | 8.6        |
| 9                              | スマトラ島北部西方沖                   | 2012年4月11日  | 8.6        |
| 規模はアメリカ地質調査所による |                                        |                |            |

## 地学的環境
アリューシャン列島は火山島の連なる島弧であり、太平洋プレートが北アメリカプレートの下へ潜り込むことによって生じたものである。このプレート境界、アリューシャン海溝では、これまで多くの巨大地震が発生している。

## 特徴

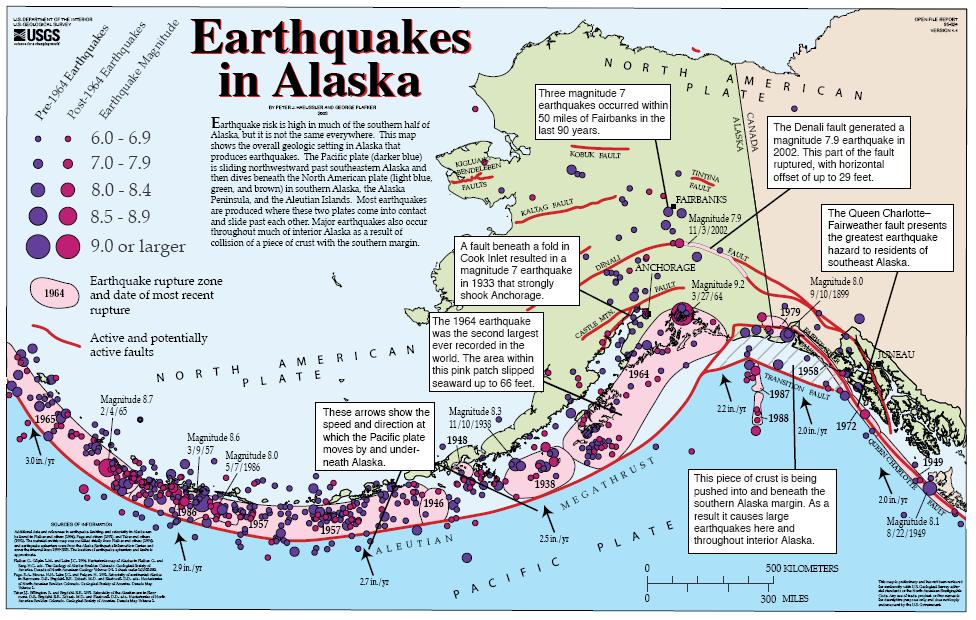
アラスカの地質構造と地震の分布

### 地震
余震の分布から、この地震はプレート境界に沿った長さ600kmの断層破壊によるものと考えられている。エネルギー放出の形態は、プレート境界面に沿った3つのアスペリティの存在を示唆しており、それぞれのアスペリティがエネルギーを放出している。津波モデルも、上側のプレート内部の3つの構造的「ブロック」と関連付けると、この地震が3回のサブイベントから成るという説を補強する（連動型地震）。
本震から2か月近く後に、マグニチュード7.6の地震が発生し、小規模な津波を発生させた。これは余震ではなく、沈み込むプレート内（アウターライズ）内で発生した正断層型の地震で、本震より前に発生した地震に誘発されたものである。

### 津波
津波の最大遡上高は、シェミア島で10.7m、アムチトカ島で2.0m、アッツ島で1.6m、ハワイのカウアイ島北部で1.1m。ペルー、エクアドル、メキシコ、カリフォルニア、日本、ロシア東部でも津波が観測された。

## 被害
津波はアムチトカ島に1万ドル相当の被害をもたらした。アッツ島とシェミア島では被害はより小さく、地震により道に亀裂が走った程度だった。